# 71-612
71-612 (согласно Единой нумерации) — проект шестиосного трёхсекционного низкопольного моторного трамвайного вагона, разрабатывавшийся в конце 1980-х годов Усть-Катавским вагоностроительным заводом им. С. М. Кирова.

## История создания

Макет перспективного трамвая

В 1980-х годах Усть-Катавский вагоностроительный завод под руководством главного конструктора С. А. Шлёнского приступает к разработке новой серии трамвайных вагонов — 71-608. Полная линейка 8-й серии на тот момент включала в себя 8 вагонов и была представлена в 1990 году на всесоюзном семинаре «Перспективы создания и внедрения новых типов подвижного состава горэлектротранспорта». Одним из линейки новых вагонов должен был стать 71-612 — низкопольный сочленённый шестиосный трёхсекционный трамвайный вагон с малоповоротными осями (с отказом от поворотных тележек за счёт оригинального узла сочленения) на базе двух вагонов 71-608, промежуточной секцией на бегунковой тележке и немного изменённым дизайном 8-й серии (в частности, асимметричной кабиной), на основе дизайна перспективного трамвая, разработанного в 1987 году художником-конструктором Уральского филиала ВНИИ технической эстетики (г. Свердловск) Игорем Владимировичем Левитом. 

Проект перспективного трамвая предусматривал комплекс решений, ранее не применявшихся в отечественной практике:
- Модульная схема построения, позволяющая легко изменять число вагонов в составе.
- Низкий пол, сквозной проход.
- Неповоротные тележки без единых осей для колёсных пар, находящиеся в центре каждого модуля, позволяющие сделать пол в едином уровне по всей длине состава.
- Двухосные узлы сочленения, позволяющие составу на неповоротных тележках проходить S-образные повороты.
- Асимметричная конструкция головного и последнего вагонов, позволяющая увеличить их длину, не нарушая габарита прохождения минимального радиуса поворота с левой стороны (стороны встречного движения).
- Плоская поверхность состава с посадочной стороны (стороны дверей), позволяющая без зазоров использовать перрон, находящийся на уровне пола трамвая.

## Дальнейшая судьба
Из-за распада СССР и сомнительной перспективы проекта в новой экономической реальности конструкторское бюро УКВЗ вынуждено было остановить разработку вагона на стадии эскизного проекта. Вагон 71-612 так и не был реализован в металле.